# 碓氷社
碓氷社（うすいしゃ）は、現在の群馬県安中市原市に本社を置いていた組合製糸。明治11年（1878年）に碓氷座繰製糸社として創設され、明治18年（1885年）に碓氷社と改称、産業組合法に基づく組織を経て、昭和17年（1942年）群馬県繭糸販売組合連合会に事業を売却して廃止された。工場建物はその後日本蚕糸製造株式会社、戦後は群馬蚕糸製造株式会社（のちグンサン株式会社）に引き継がれたが、同社も平成12年（2000年）に解散となり、現在は原市工場跡に旧碓氷社本社事務所が群馬県指定重要文化財・ぐんま絹遺産として保存されている。
群馬県西南地域に所在した組合製糸の碓氷社・甘楽社・下仁田社を合わせて「南三社」と称された。

## 沿革

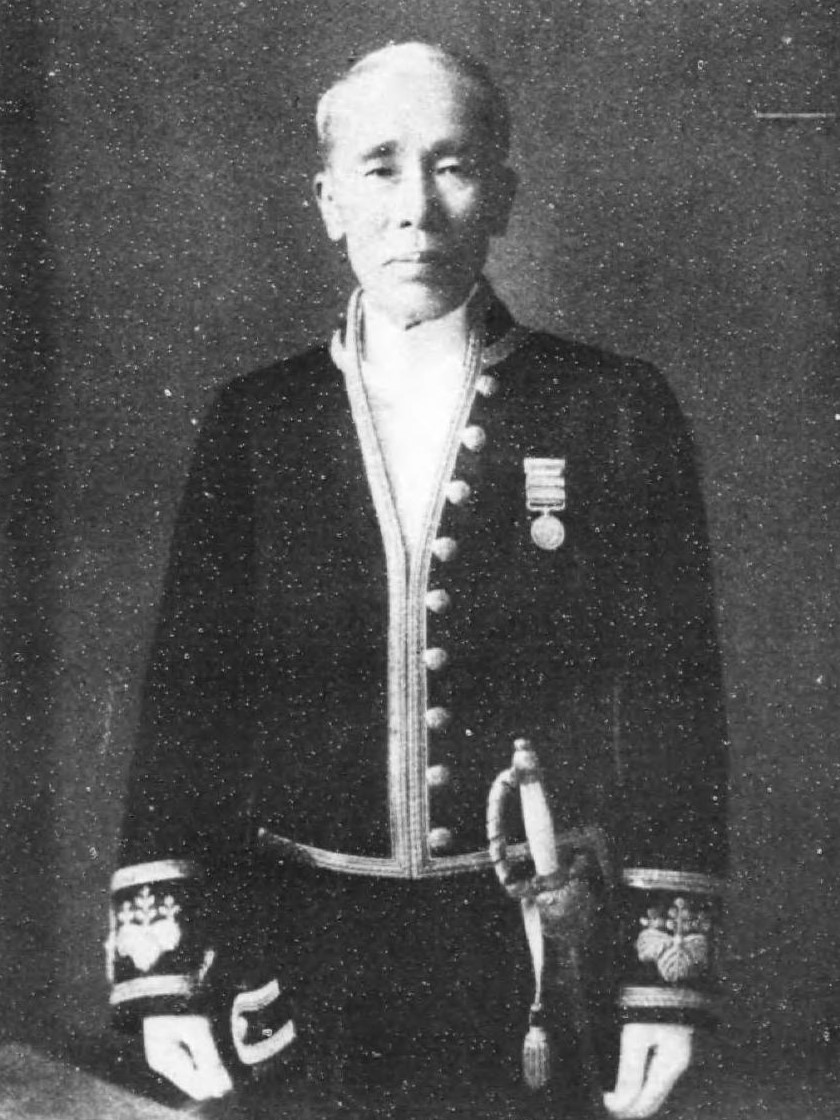
創設者の一人で、後に社長も務めた萩原鐐太郎。

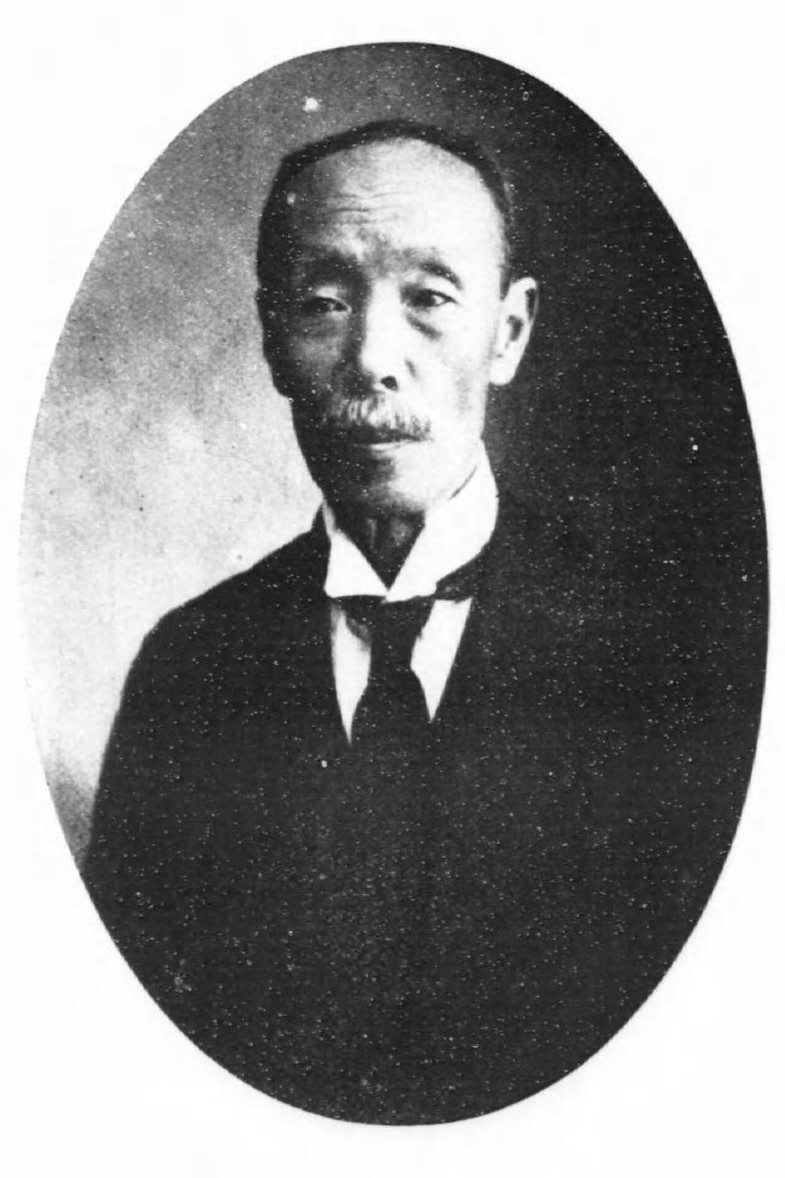
萩原鐐太郎の跡を継いで社長に就任した宮口二郎。

近世から農家の副業として行われていた養蚕と製糸であったが、幕末日本の開国と貿易の開始により、生糸は主力の輸出品となり、生産量が増大した。明治維新後、殖産興業政策として群馬県でも前橋製糸所、富岡製糸場、水沼製糸所といった器械製糸工場が開設されたものの、依然農家が自家生産した繭を自宅で伝統的な座繰によって製糸することも広く行われた。そのような小規模生産者も、安く買い叩かれるのを防止する目的や、商人からの要求もあって大量出荷のため生産・流通方式を転換するに至った。すなわち、各家庭で座繰でひいた小枠糸を工場に持ち寄り、工場で大枠に揚げかえし、規格を統一して組合でまとめて共同出荷する改良座繰、組合製糸という方法が広まりを見せた。当時は器械製糸の技術が未熟で、均質でない繭に対しては器械製糸よりも熟練した工女による座繰の方が質の高い生糸を生産できたという背景もあった。
明治10年（1877年）7月に最初の改良座繰結社、亙瀬組が星野長太郎によって勢多郡水沼村（現・桐生市黒保根町水沼）で結成された。同年から前橋町（現・前橋市）などでも結成が相次ぎ、翌明治11年（1878年）5月にはそれら組合を統合する上部組織として深沢雄象を頭取、星野を副頭取とする前橋精糸原社が創立された。組合製糸は同年に交水社、碓氷座繰改良社、明治13年（1880年）に甘楽社、明治26年（1893年）に下仁田社が設立された。
碓氷座繰改良社は、前橋精糸原社の組織を参考に萩原鐐太郎が約定書を作成し、生糸商の萩原音吉を頭取として、明治11年（1878年）8月に碓氷郡東上磯部村に設立された。当初社員として加盟したのは東上磯部村、下磯部村、大竹村、鷺宮村、中野谷村、西上磯部村、原市村、簗瀬村、嶺村、中後閑村の103名であった。当初は前橋精糸原社同様、社員が自ら生産した繭を持ち寄り、繭を選別して繭代金を決めて社有繭とした後、社有繭を再配分して社員はそれを持ち帰り各自製糸する方式をとったが、自身の生産した繭を製糸できないことや繭の対価算定に不満が募り、方針転換を余儀なくされた。翌明治12年（1879年）、加盟者が激増し社員数2110名となり、地域ごとに13の組に組織されるとともに、萩原鐐太郎の兄・茂十郎が頭取となり、社則改定、原市村への本社移転、碓氷精糸社への名称変更など後の碓氷社の基礎が確立した。
明治13年（1880年）12月、生糸の直輸出と蚕糸改良を目的に、星野長太郎が頭取となって上毛繭糸改良会社が設立され、萩原茂十郎も取締役となり碓氷精糸社も多額の出資を行った。しかし政府が緊縮財政（松方財政）に転じたことを原因として、同社は当てにしていた多額の政府補助金を受けることができなくなり、銀行借入が膨張して破綻に至った。これにより碓氷精糸社も多額の負債を背負うこととなり、茂十郎は頭取を退き、代わって債務整理に取り組んだ弟の鐐太郎が明治18年（1885年）7月に社長に就任し、碓氷社に改称した。萩原鐐太郎のもとで碓氷社は成長を遂げ、明治18年には13組のみであった組数は明治35年（1902年）には100組を超え、ピークを迎えた大正2年（1913年）には185組となり、その範囲は長野・埼玉・千葉・茨城・福島・静岡・秋田・鳥取・東京・神奈川・新潟まで及んだ。遠隔地の加盟組の増加に伴い、明治35年（1902年）には高崎市八島町に分工場を建設している。
明治43年（1910年）4月18日、碓氷社は産業組合法に基づく組織となり、有限責任信用販売組合連合会碓氷社と改称した。明治45年（1912年）4月24日に萩原鐐太郎は社長を退いて名誉顧問となり、副社長の宮口二郎が社長に就任した。
碓氷社の組数は大正2年（1913年）をピークとして減少に転じるが、その背景に座繰製糸から器械製糸への転換と農家の養蚕専業化があった。アメリカの市場で器械製糸による高格糸の需要が高まる一方座繰製糸は売れなくなり、養蚕業の大規模化で農家は座繰を行わなくなり養蚕に専念するようになった。碓氷社では明治20年代にも器械化を進めていたが、一時器械化は停滞しており、明治40年代以降再び急速な器械化が進展することとなる。器械製糸も当初は自家製繭を持ち寄る方式だったが、繭種や空釜の点から原料繭を統一し繭のまま組合で受け付けて製糸を行う方針が大正5年（1916年）10月に決議され、大正14年（1925年）度からすべての生糸を機械製糸によって生産するようになった。
昭和3年（1928年）4月に宮口二郎が社長を退任して名誉顧問となり、鬼形直太郎副社長が社長に就任した。翌昭和4年（1929年）7月、高崎分工場に本社事務所を移転。明治30年代末から提案されていた碓氷社・甘楽社・下仁田社の「南三社」合併案は、昭和5年（1930年）に県のバックアップを受けて急成長を遂げていた群馬社が安中に工場を建設することが報じられたことで、翌8月には連合協議会を設立し合併協議委員が置かれるなど急展開を見せた。合併に向けて碓氷社は翌昭和6年（1931年）に高崎市飯塚町に直営工場を建設し、9月15日には操業を開始した。ところが結果的に南三社の合併は実現しなかった。その原因は満州事変の勃発など時局の急変や、南三社と群馬社の対峙に県側がブレーキをかけたことによるとされている。なお、群馬社安中工場（現在の新島学園付近）は繭不足を主な原因として昭和11年（1936年）に臨時休業となり昭和14年（1939年）には長野県の天竜社に売却されている。この間昭和6年（1931年）3月に鬼形直太郎社長が辞任し新井高四郎理事が社長に就任している。碓氷社はその後も直営工場の建設を続け、昭和11年（1936年）に中之条工場と室田工場、昭和12年（1937年）度に原市工場、昭和13年（1938年）度に長尾工場が操業を開始した。これら直営工場の完成により碓氷社の養蚕部門と製糸部門は分離され、直営工場は通常の企業製糸と変わらない形態となった。
昭和16年（1941年）3月、蚕糸業統制法によって生糸の公定価格の設定や蚕種繭・生糸を一手に買い取って売却する「日本蚕糸統制株式会社」の設立の方針が定められ、翌昭和17年（1942年）3月に群馬県繭糸販売組合連合会（県糸連）に工場を売却し製糸事業を廃止することが決議され、28日付で農林大臣に事業の廃止届が提出された。
県糸連も昭和18年（1943年）4月に創設された日本蚕糸製造株式会社に昭和19年（1944年）2月に全ての工場を譲渡し、翌3月に解散するに至った。戦時中の原市工場は原市国民学校高等科生徒や、東京繊維専門学校教婦養成科生徒を学徒動員して航空用生糸（落下傘用とみられる）の製造を行っていた。
終戦後昭和21年（1946年）2月10日、群馬蚕糸製造株式会社が設立され、原市工場・中之条工場・下仁田工場・室田工場の譲渡を受け、同年から原市工場と室田工場は操業を開始した。昭和42年（1967年）グンサン株式会社に社名を改め、農産物の購入・加工・販売や駐車場経営など経営の多角化を試みたが、平成12年（2000年）10月31日の臨時株主総会で解散が決議された。
碓氷社の関連文化財としては後述する群馬県指定重要文化財・旧碓氷社本社事務所があるほか、明治13年（1880年）のメルボルン万国博覧会、明治26年（1893年）のシカゴ万国博覧会における賞状が安中市の重要文化財に指定されている。

## 旧碓氷社本社事務所
棟札より明治38年（1905年）5月5日の上棟で、監督技師は阿部七太郎であることが分かる。1階は事務室、組長室、客室、2階は会議室、客室からなり、2階の100畳におよぶ広さの和室は加盟組長の会議に用いられた。平成3年（1991年）2月26日に群馬県の重要文化財に指定。もとは東向きだったが曳家によって移動させられている。